# Haren (Brusel)

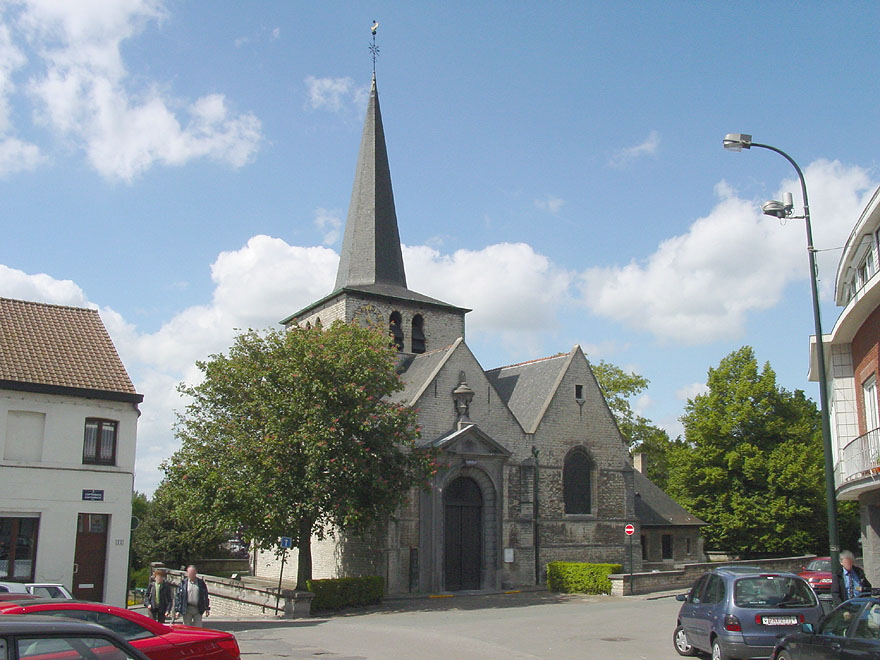
Kostel sv. Elizabety v Harenu

Haren (nizozemsky a francouzsky psané Haeren) byla stará obec v Bruselu, která byla sloučena s hlavním městem Brusel v roce 1921. Je odlehlou městskou částí, nacházející se v severovýchodním okraji regiónu hlavního města Bruselu. Nachází se zde hlavní velitelství NATO.